# Fromages kenyans

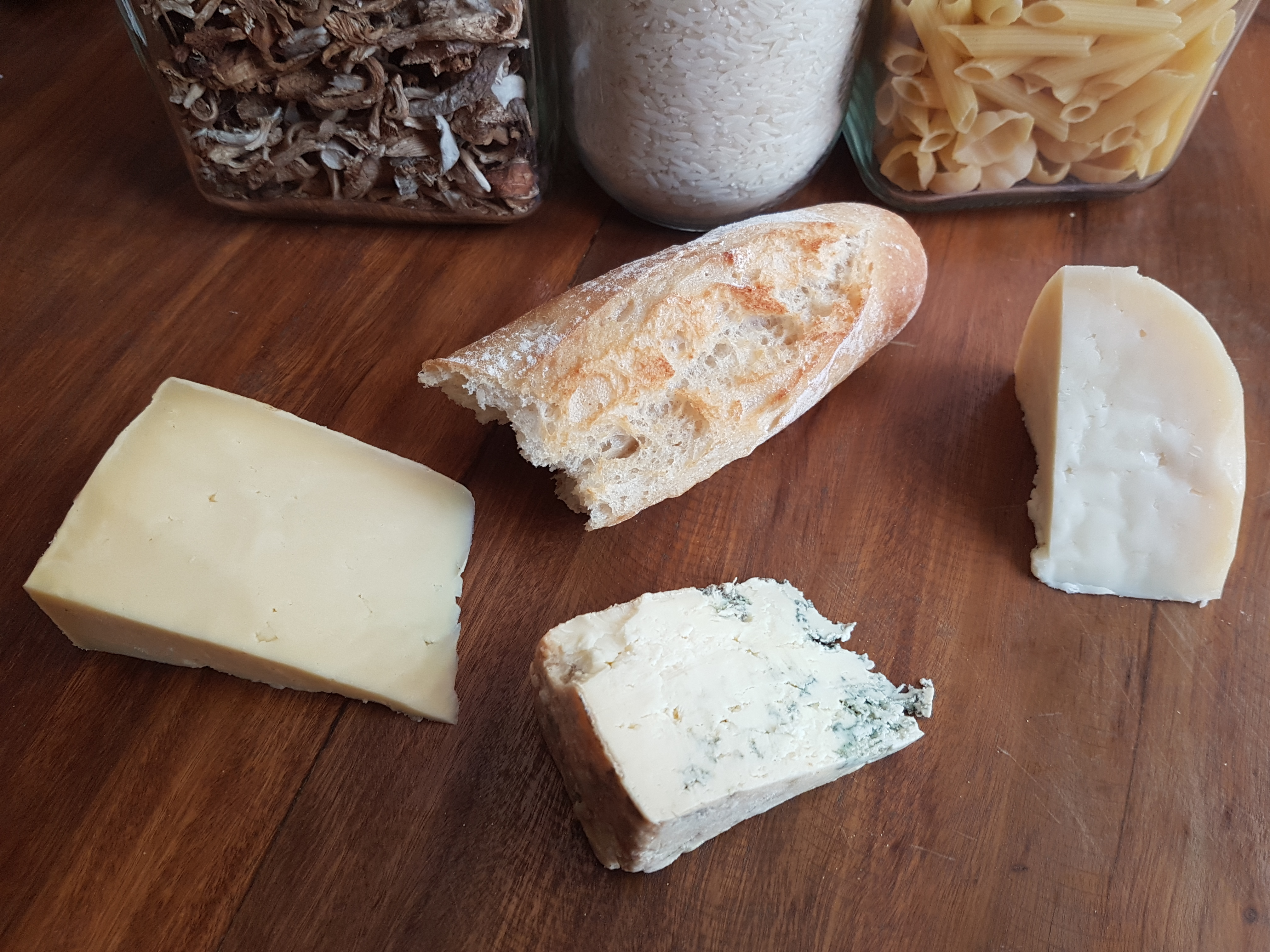
Cheddar, fromage bleu et gouda de chèvre de Brown's.

Plusieurs sociétés fabriquent du fromage au Kenya, notamment New Kenya Cooperative Creameries depuis 1932, Doinyo Lessos depuis 1964, Brown's depuis 1979, Eldoville Dairies depuis 1985, Happy Cow depuis 1996 et Raka depuis 2001. La consommation de fromage a augmenté ces dernières années au sein de la classe moyenne kenyane. 
Ces différentes sociétés produisent des variétés similaires : du cheddar, du gouda, du fromage bleu, de la feta, du mascarpone, de la ricotta, de la mozzarella, du brie, du paneer, etc. Brown's produit environ une tonne de fromage par jour. 